# Wolfgang Filzwieser
Wolfgang Filzwieser (* 30. September 1984) ist ein österreichischer Handballtorwart.
Filzwieser begann in seiner Jugend bei Union St. Pölten Handball zu spielen. Zur Saison 2002/03 wechselte der damals 18-jährige Handballtorwart zum Alpla HC Hard. Mit den Vorarlbergern konnte er sich in seiner ersten Saison den Meistertitel und 2004/05 den Pokal sichern. Für die Saison 2007/08 war ein Wechsel des Linkshänders zum Schwedischen Verein IFK Trelleborg geplant. Nach nur zwei Spielen in der Elitserien beendete der Niederösterreicher den Aufenthalt allerdings aufgrund von Problemen beim Vertragsabschluss. Den Rest der Saison 2007/08 hielt sich der St. Pöltner beim UHK Krems fit, ehe er ab 2008/09 für die Niederösterreicher in der Handball Liga Austria auflief. Mit dem UHK Krems sicherte sich Filzwieser 2009/10 zum zweiten Mal in seiner Karriere den Pokal. Von 2013/14 bis 2014/15 stand er bei Union Leoben unter Vertrag. 2015/16 unterschrieb der Niederösterreicher in seiner Geburtsstadt und lief damit erneut für seinen Jugendverein auf. Zwischen der Saison 2017/18 und 2022/23 war Filzwieser beim Handballclub Fivers Margareten unter Vertrag. Mit den Wienern holte er 2017/18 den Meistertitel und 2020/21 den Pokalsieg, außerdem erreichte er 2020/21 das Achtelfinale der EHF European League mit dem Team.
Nachdem der UHC Hollabrunn in die Handball Liga Austria aufgestiegen war, verpflichtete dieser Filzwieser mit der Saison 2023/24. Nach der Saison ist der Torwart nicht weiter für die Niederösterreicher aktiv.
Filzwieser stand bisher 27-mal im Aufgebot der österreichischen Handballnationalmannschaft. 2014 stand er im erweiterten Kader zur Europameisterschaft.

## Erfolge
- Alpla HC Hard
  - Österreichischer Meister 2002/03
  - Österreichischer Pokalsieger 2004/05
- UHK Krems
  - Österreichischer Pokalsieger 2009/10
- Handballclub Fivers Margareten
  - Österreichischer Meister 2017/18
  - Österreichischer Pokalsieger 2020/21